# Tankstelle (Friedrichshafen)

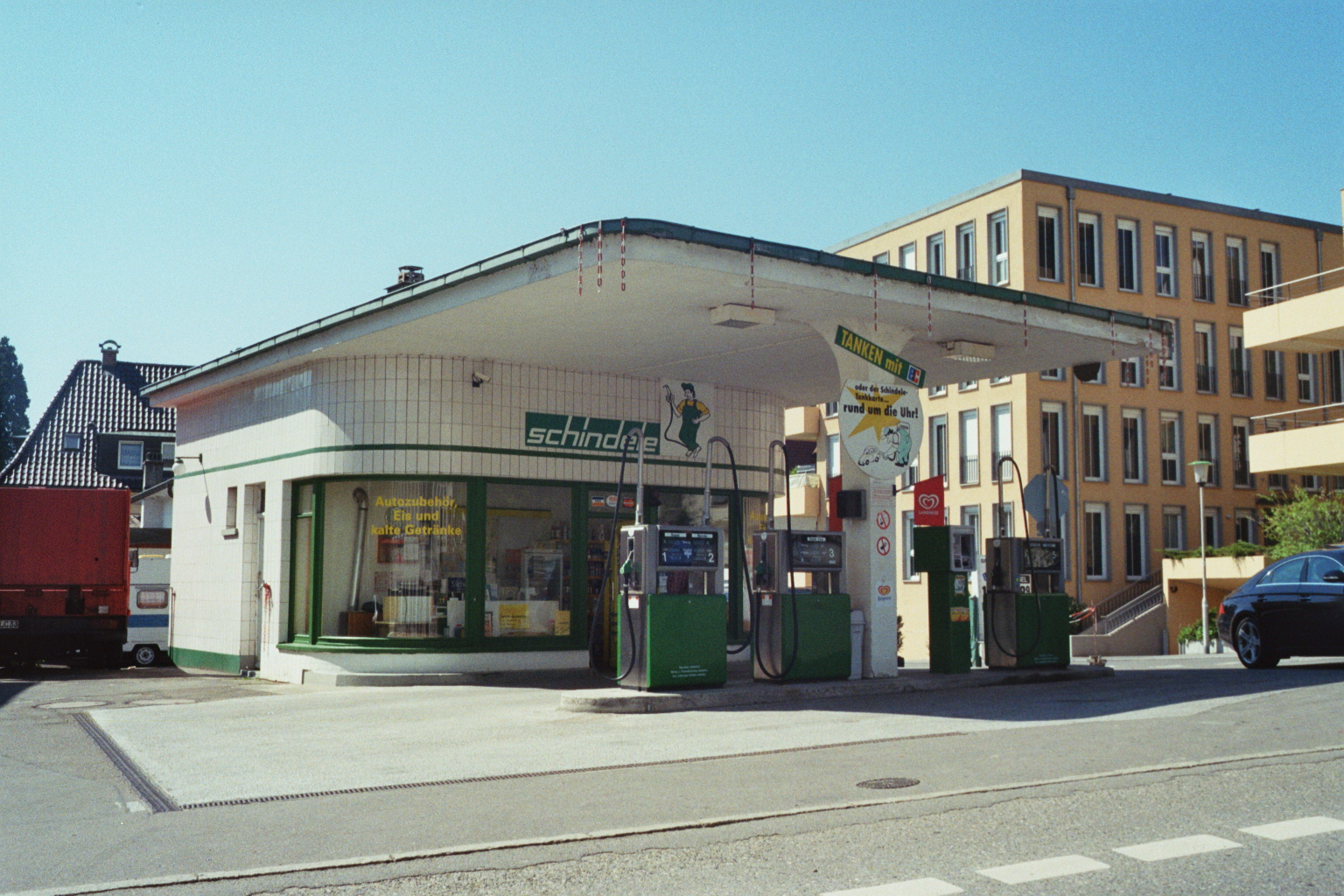
Tankstelle an der Werastraße 18 in Friedrichshafen (2010, vor der Renovierung)

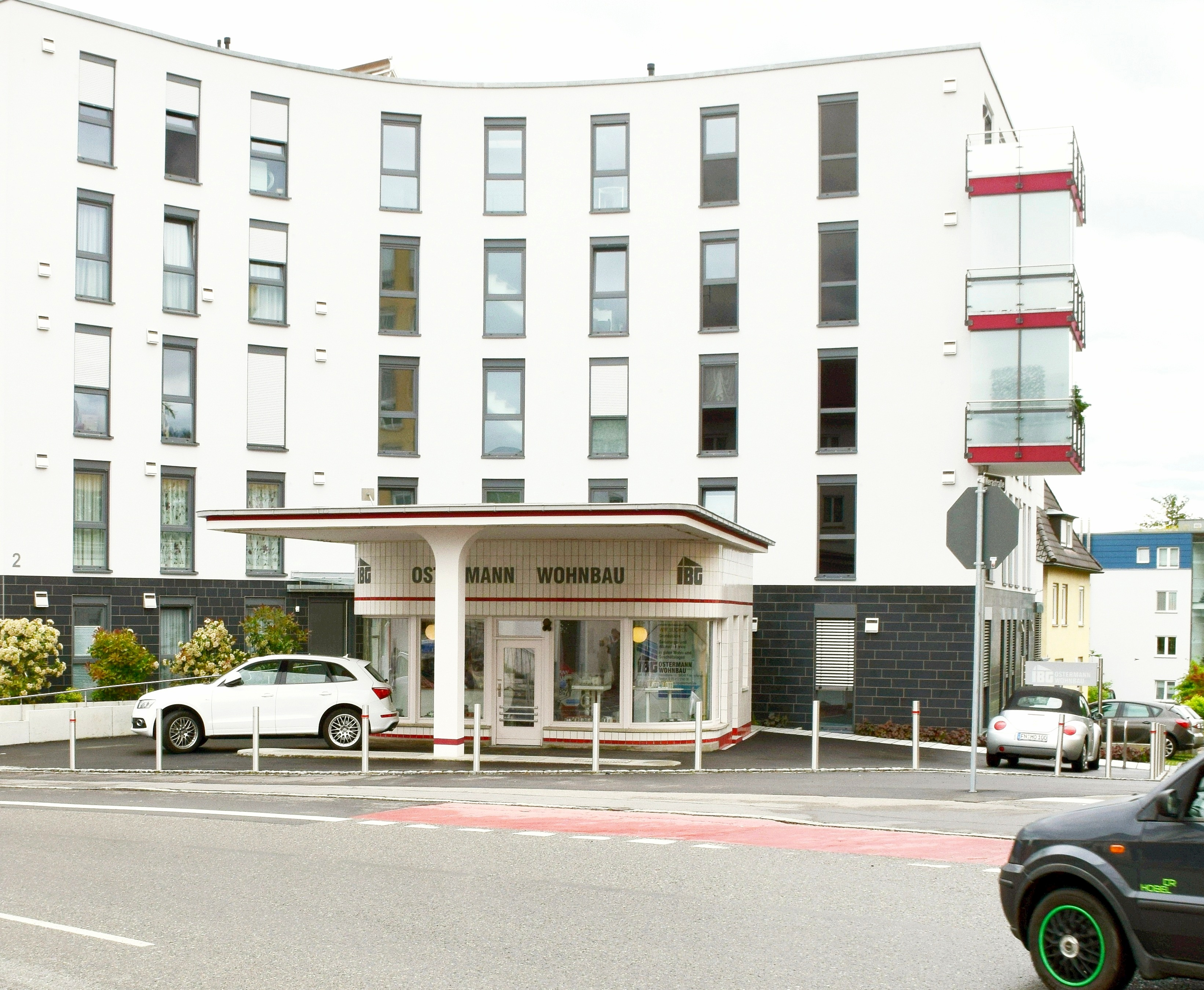
Die Tankstelle nach Instandsetzung und Umnutzung (2016)

Bereits 1925 war an der Werastraße 18 in Friedrichshafen, einer Stadt im Bodenseekreis in Baden-Württemberg, eine Tankstelle erbaut worden.  Nach ihrer Zerstörung im Zweiten Weltkrieg entstand hier 1950 für die erst seit kurzem unter Esso AG firmierende Deutsch-Amerikanische Petroleum Gesellschaft eine ihrer typischen Markentankstellen. Die Tankstelle wurde 1998 als Kulturdenkmal erfasst.
Die Tankstelle war in markanter Position in Ecklage zu wichtigen Einfallstraßen platziert, sodass sie von zwei Seiten anzufahren war und eine Landmarke bildete.
Das hell geflieste Tankhaus mit umlaufendem Schaufensterband über niedrigem Sockel wird begleitet von akzentuierenden Kontraststreifen. Das Flachdach ist bis über den Tankbereich hinweggezogen und ruht auf einer pilzartigen, aus der Tankinsel emporwachsenden Säule.
Die vorbildlich restaurierte Tankstelle wird seit 2016 als Ausstellungsraum eines Bauunternehmens genutzt.